# Daniel Kessler

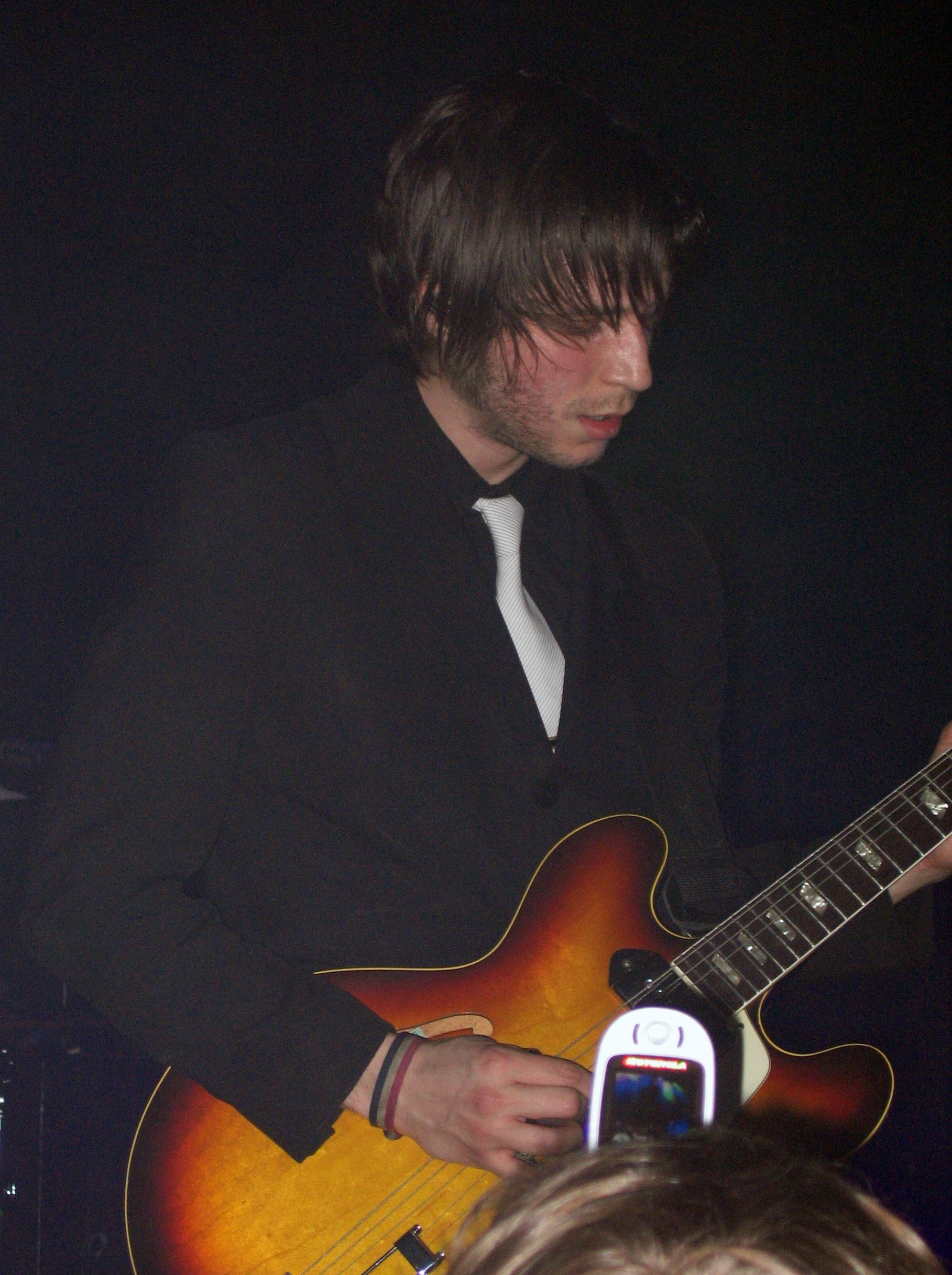
Daniel Kessler van Interpol

Daniel Alexander Kessler (Londen, 25 september 1974) is een Engelse gitarist en achtergrondzanger voor de uit New York afkomstige band Interpol. Hij groeide op in de Verenigde Staten. 
Het was Kesslers wens om te spelen in een echte groep, hierdoor zocht hij toenadering tot Carlos Dengler met wie hij geschiedenis volgde aan de New York-universiteit. Kessler kende zanger Paul Banks van een zomerprogramma in Parijs, en vroeg ook hem om zich bij de band te voegen toen hij hem tegenkwam in New York. Kesslers kamergenoot Greg Drudy was de eerste drummer van Interpol. Toen Drudy de band verliet vroeg Kessler zijn vriend Sam Fogarino om hem te vervangen.
Kessler had al ervaring in de muziekindustrie, hij had eerder gewerkt voor Domino Records. Al zijn kennis was nuttig voor de band in het begin. Hij bracht alle leden samen, en zelf zegt hij dat hij eerder zocht naar specifieke persoonlijke kwaliteiten van de bandleden dan muzikaal talent. Hij studeerde af aan New York University Gallatin School of Individualized Study in Frans, film en literatuur. 
In de begindagen van de band bespeelde hij een rode Rickenbacker, maar nu bespeelt hij een Epiphone Casino en een rode Gibson ES-335.
Kessler is het enige bandlid dat vegetariër is en niet rookt. Hij spreekt vloeiend Frans.